# Crispano
Crispano község (comune) Olaszország Campania régiójában, Nápoly megyében.

## Fekvése
Nápolytól 13 km-re északra fekszik. Határai: Caivano, Cardito, Frattamaggiore, Frattaminore és Orta di Atella.

## Története
A település már a rómaiak idején létezett. I. e. 59-ben Crispanum néven volt ismert és a szomszédos Caivanóval az ősi Atellához tartozott. A normann fennhatóság alatt a Nápolyi Királysághoz csatolták. A 19. század elején vált önálló településsé.

## Népessége
A népesség számának alakulása:

## Főbb látnivalói
Legfőbb látnivalója a San Gregorio Magno-templom, amely 1308 tájékán épült